# Bosberg (Kerkrade)
Der Bosberg ist eine Erhebung auf dem Gebiet der Stadt Kerkrade in den Niederlanden.

## Begriff
Der Name Bosberg (auch Bergbos genannt) ist niederländisch und setzt sich zusammen aus den niederländischen Begriffen bos (deutsch Wald, Busch) und berg (deutsch Berg, Erhebung). Bereits im Mittelalter fand der Bergbos erste Erwähnung und wurde als eine bewaldete Erhebung nördlich des Klosters Rolduc.

## Lage und Abgrenzung
Der Bosberg ist eine aus südlicher Richtung kaum wahrnehmbare Anhöhe, auf der die Siedlung Op de Bossen und der Weiler Vink liegen. Westlich der Anhöhe fällt das Gelände relativ steil zum Amsteltal ab. Nach Norden und Nordwesten fällt das Gelände etwas flacher zum Wurmtal in Richtung Wurmtal ab. Im Westen befindet sich ein weiteres, allerdings deutlich weniger ausgeprägtes und deswegen offenbar namenloses Tal in Nord-Süd-Richtung. Im Süden ist der Bosberg nur durch eine äußerst flache Mulde, die Luikerheide, begrenzt.
Der Bosberg befindet sich im Wesentlichen im Gebiet der ehemals selbständigen Gemeinde Eygelshoven.

## Geologie
Im Untergrund des Bosberges findet sich unter einer unterschiedlich mächtigen, vielfach aus Löß bestehenden Lehmschicht das in der Region stellenweise zu Tage tretende, stark geschieferte Karbon des in der variszischen Gebirgsbildung aufgefalteten, später eingerumpften und während der alpiden Auffaltungen nochmals emporgehobenen Rheinischen Schiefergebirges. In zum Teil geringer Tiefe führt es bisweilen abbauwürdige Steinkohlenflöze, die überwiegend aus Magerkohlen und Anthrazit bestehen. Der Bosberg liegt am Rande einer tektonischen Verwerfung. Dieser durch Sedimente aus jüngerer Zeit verdeckte und daher in der Regel nicht bis an die Erdoberfläche reichende Bruch trägt den Namen Feldbiss. Der Feldbiss ist eine tektonisch aktive Bruchzone und eine der bedeutendsten Verwerfungen im Übergangsbereich zwischen dem Rheinischen Schiefergebirge (Eifel, Ardennen) und der Niederrheinischen Bucht als Teil der Norddeutschen Tiefebene.

## Besiedlung
Eine mögliche prähistorische Besiedlung am Bosberg in prähistorischer Zeit ist aufgrund von Funden aus den umliegenden Gebieten (Heerlen, Landgraaf etc.) wahrscheinlich, jedoch nicht belegt.
Als sicher gilt hingegen eine römerzeitliche Besiedelung, seitdem um die letzte Jahrtausendwende bei Erdarbeiten in der Flur Holtskuil im Nordwesten des Bosberges (in Richtung des Ortsteils Haanrade) Reste einer römischen villa rustica entdeckt wurden, deren ehemalige Mauersteine zum Teil in Gärten und alten Gebäuden in der Umgebung zu finden sind. Vergleichbare Funde aus dem Raum Heerlen und Voerendaal legen nahe, dass das in einer Art Spornlage befindliche Terrain zwischen Chevremont und Eygelshoven, also im Wesentlichen der Bosberg und die Luikerheide, die Ländereien der so genannten Villa Holtskuil umfasst.
Die heutige Besiedlung bilden der ältere, einst bäuerlich geprägte Weiler Vink, der zunehmend von neuesten Siedlungen umgeben wird, sowie die Siedlung Op de Bossen, die aus einer Bergarbeitersiedlung der Zwischenkriegszeit (ca. 1920–1940) entstand und in den Jahren um 1980 erheblich erweitert wurde. Bei der Erweiterung wurde auch eine Straße namens Bosberg angelegt.